# Kanashen
Kanashen COCA (por las siglas en inglés de Community Owned Conservation o Zona de Conservación Propiedad de la Comunidad) es una localidad de Alto Takutu-Alto Esequibo en Guyana.
Kanashen es la primera zona de propiedad comunitaria de Guyana que está protegida legalmente; está habitada principalmente por el grupo indígena Wai-Wai.

## Ubicación
La comunidad se encuentra dentro del Distrito Indígena Kanashen en el desierto tropical del remoto sur de Guyana. Comprende 625,000 hectáreas de selva tropical virgen y es considerada por muchos como la última de las selvas tropicales fronterizas vírgenes en Guyana. Abarca las nacientes del río Esequibo (la principal fuente de agua de Guyana) y el sector sur de su cuenca con sus afluentes los ríos Kassikaityu, Kamoa, Sipu y Chodikar. El sitio contiene las montañas Wassarai, Yahore, Komoa y Kaiawakua con elevaciones de hasta 1200 m s. n. m. El estado prístino del área se debe a la densidad de población extremadamente baja (alrededor de 0.032 personas/km²) y al terreno difícil, lo que hace difícil el acceso y la viabilidad económica de las posibles industrias extractivas.

## Biodiversidad
Excepto por su flora, la biología del distrito de Kanashen está relativamente poco estudiada. 

### Flora
Botánicamente, la zona tiene muchas especies que solo se encuentran en ella y está cubierta por cuatro tipos de vegetación general, que se han mantenido casi completamente intactos. Los principales tipos de vegetación son:
- bosques altos siempreverdes de tierras altas 
- bosques montanos bajos siempre verdes altos / medianos
- bosque ribereño inundado de hoja perenne alta 
- sabana de arbustos de tierras bajas
Hay un total de 192 especies registradas, las más comunes son Manyokinaballi (Geissospermum) y Kakaralli ( Eschweilera ). 

### Fauna
El área contiene fauna importante como la nutria gigante de río (Pteronura brasiliensis), el gallo de las rocas (Rupicola rupicola), el águila arpía gigante (Harpia harpyja) y otros animales que proveen el sustento de los Wais-Wais. Tres especies globalmente amenazadas habitan en la COCA, el armadillo gigante (Priodontes maximus), uno de los sapos arlequines (Atelopus spumarius) y el tapir brasileño (tapirus terrestris). El oso hormiguero gigante (Myrmecophaga tridactyla), jaguares ( Panthera onca), paca común ( Agouti paca ), pecarí ( Tayassu) y venados del bosque ( Mazama) también se conocen en la zona.

### Aves

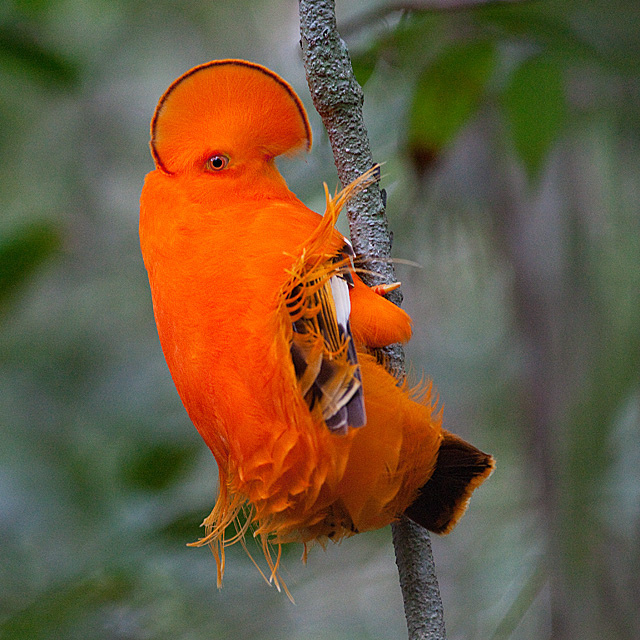
Ejemplar de gallito de las rocas guyanés, conspicuo habitante de Kanashen.

Los resultados de los censos de aves basados en la comunidad en tres sitios registraron 117 especies, aproximadamente el 16% del número total de especies registradas en Guyana. Este número se incrementó con 100 especies adicionales identificadas durante un estudio de evaluación biológica rápida. Algunas de las aves presentes en la COCA son el piha gritón ( Lipaugus vociferans ), el trogón de cola blanca (Trogon viridis), el periquito pintado (Pyrrhura picta ), el manakin de cabeza dorada (Pipra erythrocephala), varias especies de loros y guacamayos, incluidos los guacamayos escarlata (Ara macao), de hombros rojos (Diopsittaca nobilis) y azul y amarillo (Ara ararauna), y especies de hormigueros (Thamnophilidae) y tucanes (Ramphastidae).

## Gente y cultura
La única comunidad, Masakenari ('el lugar del mosquito') - está ubicada en la zona y está habitada por la población Wai-Wai. Se estableció en enero de 2000 cuando las inundaciones obligaron a la comunidad a mudarse de su ubicación anterior en Akotopono, seis kilómetros al noreste de Masakenari.
En el pasado, la gente de Wai Wai en Kanashen cambiaba periódicamente la ubicación de sus aldeas. Esto refleja su práctica de agricultura itinerante, en el que un área del bosque se tala, ocupa y cultiva durante un período y luego sus habitantes se trasladan a otra área. Esta práctica facilita el rejuvenecimiento del hábitat y el suelo en el frágil ecosistema de una selva tropical. 
El pueblo Wai Wai tiene una rica historia cultural; todavía se observan muchas tradiciones y costumbres. Durante su existencia han mantenido una estrecha relación espiritual, cultural y social con su entorno y sus recursos. Por ejemplo, los cazadores no comen de su propia presa debido a la creencia tradicional Wai-Wai de que algunas plantas y animales llevan el espíritu de su cazador / recolector. Desde mediados del siglo XX, la comunidad Wai Wai ha practicado el cristianismo, viajando largas distancias para reuniones espirituales regulares con grupos Wai Wai en Brasil y Surinam. El idioma principal que se habla en esta comunidad es Wai-Wai.

## Información socioeconómica

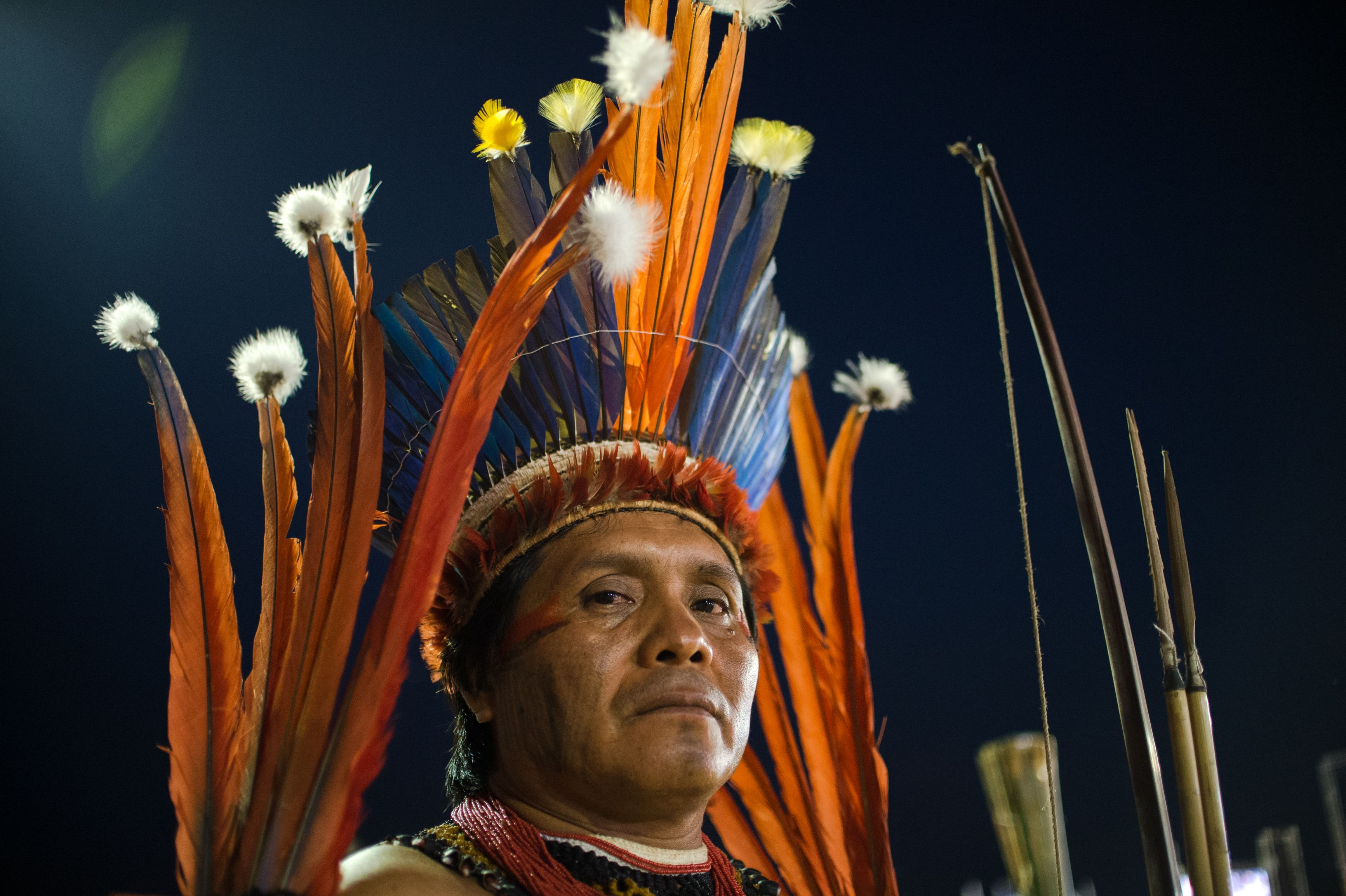
indígena Wai-Wai residentes de Kanashen

La comunidad de Masakenari tiene una población residente de aproximadamente 203 personas   en 34 hogares. La comunidad es principalmente Wai Wai, pero también contiene algunos miembros de otros grupos amerindios, principalmente Wapishana y Trio. La comunidad cuenta con una escuela con guardería, primaria y secundaria para 56 alumnos. Cuenta con un director asistido por tres profesores. El nivel educativo promedio en la aldea es de siete años, el equivalente al Formulario 4 en el sistema educativo de Guyana y el nivel más alto de escolaridad disponible en la mayoría de las aldeas. La comunidad también cuenta con un centro de salud que está equipado para brindar servicios básicos de atención médica y cuenta con un trabajador de salud comunitario.
La comunidad cuenta con sistemas de agua y electricidad alimentados por energía solar. Hay una pista de aterrizaje ubicada a 9 kilómetros del pueblo, que se puede utilizar durante la estación seca o cuando el suelo está lo suficientemente seco como para permitir el aterrizaje en la temporada de lluvias. También se puede acceder a Masakenari por río desde Erepoimo, el pueblo más cercano, viajando por el río Kuyuwini y luego por el Esequibo. También hay un sendero que conecta el pueblo con Erepoimo. El viaje puede durar hasta dos semanas con las condiciones óptimas del río y del sendero. La escasez de agua en la temporada seca o los senderos inundados durante la temporada de lluvias pueden hacer que el viaje sea más largo y difícil, incluso aislando a la comunidad en ocasiones.
Masakenari posee una economía de subsistencia, las principales actividades económicas son la agricultura, la caza y la pesca. Se practica el trueque aunque hay una transición gradual a una economía de efectivo para comprar artículos para uso doméstico, como ropa, utensilios de cocina, artículos y ciertos alimentos en negocios fuera de la aldea. Aparte de las pocas personas con empleo fijo, la mayoría de los hogares solo tienen acceso ocasional a ingresos en efectivo. La migración estacional ocurre con frecuencia, principalmente en la forma de hombres que abandonan la aldea para trabajar como jornaleros en otras partes de Guyana o Brasil. Un gran número de hogares tiene miembros de la familia, especialmente niños y hermanos, que viven permanentemente fuera de la comunidad para obtener un empleo o asistir a la escuela secundaria u otros programas educativos. El matrimonio es otra razón comúnmente reportada para abandonar la aldea. Los hogares complementan sus ingresos mediante la artesanía, la costura, el comercio de vida silvestre, la minería y la venta de productos agrícolas como la farine (un alimento básico elaborado con mandioca) y pescado salado. Existe algún empleo permanente en la aldea, incluido el trabajador de salud de la comunidad, el trabajador de asuntos del interior y los maestros.

### Gobernanza
El jefe de la comunidad es el Kayaritomo (Jefe  Touchau), quien es apoyado por un diputado Touchau y los miembros del consejo. Las elecciones para cubrir estos puestos se llevan a cabo de conformidad con las leyes nacionales cada tres años. El distrito de Kanashen se administra junto con el subdistrito del sur profundo de la región nueve. El Kayaritomo y el consejo cuentan con el apoyo de varias personas dentro de la comunidad, incluidos los ancianos de la iglesia, el grupo de mujeres, el trabajador de salud comunitario, el trabajador de asuntos del interior, los líderes juveniles y los maestros. El resto de la comunidad también participa en la toma de decisiones de vez en cuando, ya que es práctica del liderazgo de la comunidad mantener a la comunidad informada e involucrada a través de reuniones comunitarias para discutir los problemas importantes.